# Ornitholestes

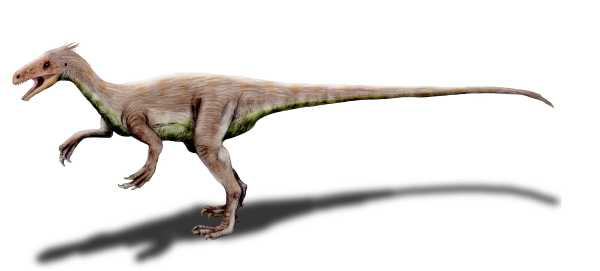
Lebendrekonstruktion von Ornitholestes

Ornitholestes ist ein theropoder Dinosaurier aus der Gruppe der Coelurosauria. Es war ein kleiner, bipeder Fleischfresser, dessen Überreste in den Schichten der Morrison-Formation (später Jura) im Gebiet der nordwestlichen Vereinigten Staaten gefunden wurden. Die einzige dieser Gattung zugeschriebene Art ist Ornitholestes hermanni. Ornitholestes gehört zu den populären kleineren Dinosauriern.

## Merkmale
Ornitholestes wurde etwa zwei Meter lang und 15 bis 20 Kilogramm schwer, wobei der Schwanz etwa die Hälfte der Körperlänge ausmacht. Im Vergleich zum verwandten Coelurus hat er einen recht kurzen Hals und Körper. Die unteren Beinknochen sind ungewöhnlich kurz – wahrscheinlich war er daher kein so schneller Läufer wie andere, ähnliche Theropoden. 
Der Schädel ist, verglichen mit anderen Theropoden seiner Größe, recht klein und kompakt. Sehr oft wurde Ornitholestes mit einem kleinen, blattförmigen Kamm oder einem Horn über den Nasenlöchern dargestellt. Neuere Untersuchungen haben solch einen Kopfschmuck jedoch widerlegt: Nachdem der Schädel noch einmal gründlich präpariert wurde, hat man entdeckt, dass er etwas eingedrückt ist, wodurch sich der linke Nasalknochen verschoben hatte und als Kopfschmuck fehlinterpretiert wurde. 
Ein besonderes Merkmal, das sich Ornitholestes mit Proceratosaurus teilt, ist die Heterodontie: Die Zähne der vorderen Kieferhälfte sind deutlich kleiner und konischer geformt als die der hinteren Kieferhälfte.

## Funde und Fundgeschichte
Das Holotyp-Material (AMNH 619) ist ein Teilskelett, welches unter anderem aus einem recht kompletten Schädel, dem Großteil der Wirbel, Beckenknochen, einem unvollständigen Oberschenkelknochen (Femur), einen Teil des Wadenbeins (Fibula), verschiedenen Zehenknochen (Metacarpal), beiden Oberarmknochen (Humerus), und verschiedenen Fragmenten besteht. Neuere Funde aus Wyoming könnten ebenfalls dem Ornitholestes zugeschrieben werden.
Früher hielt man isoliert aufgefundene Handknochen ebenfalls dem Ornitholestes für zugehörig (Osborn, 1916). Carpenter und andere schrieben diese Hand 2005 jedoch aufgrund großer Gemeinsamkeiten Tanycolagreus, einem weiteren kleinen Fleischfresser der Morrison-Formation, zu. 
Das Skelett wurde im „Bone Cabin Quarry“, 13 Kilometer nördlich von Como Bluff, entdeckt. Como Bluff, ein Dinosaurierfriedhof der Morrison-Formation, ist eine der bedeutendsten Fundstellen für Dinosaurier – hier wurde auch der mit Ornitholestes verwandte Coelurus entdeckt (Marsh, 1879). Ornitholestes wurde im Jahr 1903 von Henry Fairfield Osborn in einer kurzen Beschreibung benannt, 1916 folgte eine umfangreichere Beschreibung. Osborn wählte den Namen Ornitholestes, der so viel bedeutet wie „Vogelräuber“, da er sich einen aktiven, schnellen Jäger vorstellte.
1920 wurde Ornitholestes dann von Gilmore dem Coelurus zugeschrieben, da die Wirbel der beiden Arten nach Ansicht des Forschers nur minimale Unterschiede aufweisen. Erst 1980 erkannte man die verschiedenen Unterschiede zwischen den beiden Arten (Ostrom, 1980), und Ornitholestes galt wieder als selbstständige Gattung. 
Im Jahr 2005 erfolgte eine Neubeschreibung von Coelurus und Ornitholestes.